# Čistá u Horek
Čistá u Horek – gmina w Czechach, w powiecie Semily, w kraju libereckim. Według danych z dnia 1 stycznia 2013 liczyła 551 mieszkańców.